# Заркух
Заркух (тадж. Заркӯҳ) — село в Исфаринском районе Согдийской области Таджикистана.

## География
Расположено в Ферганской долине предгорьях Туркестанского хребта. Климат теплый субтропический резко континентальный.
Село расположено близко к железнодорожной станции на ветке Канибадам — Шураб (линии Коканд — Хаваст). С районным центром его связывает дорога Исфара — Канибадам.

## История
Постановлением Маджлиси Милли Маджлиси Оли Республики Таджикистан № 441 от 4 октября 2013 года Кизил-Пилол переименован в Заркух.